# Rożyszcze (gmina)
Rożyszcze – dawna gmina wiejska istniejąca do 1939 roku w woj. wołyńskim (obecnie na Ukrainie). Siedzibą gminy było Rożyszcze, które nie wchodziło w jej skład stanowiąc odrębną gminę miejską.
W okresie międzywojennym gmina Rożyszcze należała do powiatu łuckiego w woj. wołyńskim. Według stanu z dnia 4 stycznia 1936 roku gmina składała się z 50 gromad. Po wojnie obszar gminy Rożyszcze wszedł w struktury administracyjne Związku Radzieckiego.
W 1927 roku wójtem gminy był Paweł Bondaruk, rolnik, odznaczony Brązowym Krzyżem Zasługi za pracę społeczną i w samorządzie gminnym

## Spis miejscowości
W gminie leżały następujące wsie (w nawiasach nazwy z Wikipedii ukraińskiej): 
- Aleksandrówka Nowa. wolyn.republika.pl. [zarchiwizowane z tego adresu (2018-01-29)]. (nieistniejąca),
- Aleksandrówka Stara. wolyn.republika.pl. [zarchiwizowane z tego adresu (2018-01-29)]. (nieistniejąca),
- Aleksandrowo. wolyn.republika.pl. [zarchiwizowane z tego adresu (2018-01-29)]. (nieistniejąca),
- Antonówka. wolyn.republika.pl. [zarchiwizowane z tego adresu (2017-12-29)]. (nieistniejąca),
- Baszowa (Башова),
- Czebenie. wolyn.republika.pl. [zarchiwizowane z tego adresu (2017-10-24)]. (nieistniejąca),
- Dmitrówka (Дмитрівка (Рожищенський район)),
- Dubiszcze (Дубище (Ківерцівський район)),
- Duchcze (Духче),
- Elżbietyn. wolyn.republika.pl. [zarchiwizowane z tego adresu (2018-01-29)]. (Єлизаветин),
- Francuzy. wolyn.republika.pl. [zarchiwizowane z tego adresu (2018-01-29)]. (nieistniejąca),
- Frydrychówka (nieistniejąca),
- Gliniszcze (nieistniejąca),
- Jurydyka (nieistniejąca),
- Kiryłucha. wolyn.republika.pl. [zarchiwizowane z tego adresu (2018-01-29)]. (nieistniejąca),
- Koniaków (nieistniejąca),
- Kopaczówka. wolyn.republika.pl. [zarchiwizowane z tego adresu (2017-11-14)]. (Копачівка),
- Kopaczowski Posiołek (nieistniejąca),
- Kopcze (nieistniejąca),
- Kozin. wolyn.republika.pl. [zarchiwizowane z tego adresu (2018-01-29)]. (Козин),
- Krzemieniec. wolyn.republika.pl. [zarchiwizowane z tego adresu (2018-01-29)]. (Кременець (Рожищенський район)),
- Liniówka (Линівка (Рожищенський район)),
- Michalin (Михайлин (Рожищенський район)),
- Mirosławka. wolyn.republika.pl. [zarchiwizowane z tego adresu (2018-01-29)]. (Мирославка (Рожищенський район)),
- Mylsk info (Мильськ),
- Nawóz. wolyn.republika.pl. [zarchiwizowane z tego adresu (2017-10-24)]. (Навіз),
- Oleszkowicze (Олешковичі),
- Olganówka. wolyn.republika.pl. [zarchiwizowane z tego adresu (2018-01-29)]. (Ольганівка),
- Padałówka (nieistniejąca),
- Perespa. wolyn.republika.pl. [zarchiwizowane z tego adresu (2018-01-29)]. (Переспа (Рожищенський район)),
- Podliski (Підліски (Рожищенський район)),
- Pożarki. wolyn.republika.pl. [zarchiwizowane z tego adresu (2018-01-29)]. (Пожарки),
- Retówka. wolyn.republika.pl. [zarchiwizowane z tego adresu (2018-01-29)]. (nieistniejąca),
- Rudka-Kozińska (Рудка-Козинська),
- Rudnia (Рудня (Рожищенський район)),
- Sitarówka (nieistniejąca),
- Słobodarka (nieistniejąca),
- Sokól (Сокіл (Рожищенський район)),
- Tarnowola. wolyn.republika.pl. [zarchiwizowane z tego adresu (2018-01-29)]. (nieistniejąca),
- Topólno (Топільне),
- Użowa (Ужова),
- Walerjanówka (Валер'янівка (Рожищенський район)),
- Wachówka. wolyn.republika.pl. [zarchiwizowane z tego adresu (2017-12-29)]. (nieistniejąca),
- Wełnianka. wolyn.republika.pl. [zarchiwizowane z tego adresu (2018-01-29)]. (nieistniejąca),
- Wiszenki. wolyn.republika.pl. [zarchiwizowane z tego adresu (2017-12-24)]. (Вишеньки (Рожищенський район)),
- Wołodkowszczyzna. wolyn.republika.pl. [zarchiwizowane z tego adresu (2017-12-19)]. (nieistniejąca),
- Zabara (Забара (Рожищенський район)),
- Zalisce. wolyn.republika.pl. [zarchiwizowane z tego adresu (2017-12-19)]. (Залісці (Рожищенський район)),
- Zapust-Stary. wolyn.republika.pl. [zarchiwizowane z tego adresu (2017-12-25)]. (nieistniejąca),
- Żałobowo (nieistniejąca).